# Xã Cross Creek, Quận Washington, Pennsylvania
Xã Cross Creek (tiếng Anh: Cross Creek Township) là một xã thuộc quận Washington, tiểu bang Pennsylvania, Hoa Kỳ. Năm 2010, dân số của xã này là 1.556 người.